# Las Villas (Salamanca)
Las Villas és una comarca de la província de Salamanca (Castella i Lleó). Ocupa una superfície territorial de 197,28 km². Comprèn 11 municipis: Aldealengua, Aldearrubia, Arabayona de Mógica, Babilafuente, Cordovilla, Encinas de Abajo, Huerta, Moríñigo, San Morales, Villoria i Villoruela.
Aquesta comarca es dedica principalment a l'agricultura, principalment de regadiu, regada pels canals de Babilafuente, Villoria i Arabayona, i sense deixar-nos el riu Tormes, i ramaderia, encara que també en les localitats més grans, com Babilafuente o Villoria, predomina també el sector serveis i l'industrial, en el poble de Villoruela també es treballa l'artesania de la vímet. La població de Las Villas són 6439 veïns en 2010.
Villoria concentra el 30% de la població total de Las Villas, mentre que Cantalpino i Babilafuente concentren un 20% i 19% respectivament, a diferència de Cordovilla que la seva representació és molt menor en la comarca. La comunicació en la comarca aquesta donada per les carreteres més importants com la SA-810 o la SA-804, eixos principals de comunicació de la comarca, i la N-501, A-50 o l'A-62 que queda a un costat de la comarca, o els ferrocarrils de Madrid-Salamanca o Valladolid-Salamanca, i sense oblidar-nos de l'Aeroport de Salamanca a 5 minuts de la comarca.